# N,N′-Diacetylbenzidin
N,N′-Diacetylbenzidin ist eine chemische Verbindung aus der Gruppe der Benzidinderivate.

## Vorkommen
N,N′-Diacetylbenzidin ist ein Metabolit von Benzidin.

## Gewinnung und Darstellung
N,N′-Diacetylbenzidin kann durch Reaktion von Benzidin mit Eisessig gewonnen werden.

## Eigenschaften
N,N′-Diacetylbenzidin ist ein brennbarer, schwer entzündbarer, kristalliner, weißer Feststoff, der praktisch unlöslich in Wasser ist.

## Verwendung
N,N′-Diacetylbenzidin wird als Zwischenprodukt bei organischen Synthesen (zum Beispiel von Farbstoffen) verwendet.

## Regulierung
Über den Safe Drinking Water and Toxic Enforcement Act of 1986 besteht in Kalifornien seit 1. Oktober 1989  eine Kennzeichnungspflicht für Produkte, die N,N′-Diacetylbenzidin enthalten.